# Солонецкий
Солонецкий — хутор в Обливском районе Ростовской области.
Административный центр Солонецкого сельского поселения.

## География

### Улицы
| - пер. Восточный, - пер. Дальний, - пер. Кленовый, - пер. Колхозный, - пер. Красный, - пер. Лесной, - пер. Луговой, - пер. Майский, - пер. Парковый, - пер. Почтовый, - пер. Подгорная, - пер. Терновый, - пер. Торговый, | - ул. 40 лет Победы, - ул. Коммунистическая, - ул. Дружбы, - ул. Ленина, - ул. Мира, - ул. Молодёжная, - ул. Садовая, - ул. Северная, - ул. Советская. |

## Население
| 2010 |
| ---- |
| 609  |